# Василенко Микола Миколайович
Мико́ла Микола́йович Василенко — солдат Збройних сил України, учасник російсько-української війни.

## Короткий життєпис
В часі війни — радіотелефоніст, 17-та окрема танкова бригада.
22 жовтня 2014-го під час зайняття бойової позиції зазнав вогнепального поранення. Помер уночі 23 жовтня у маріупольській лікарні.
Похований у селі Лозуватка з військовими почестями.

## Нагороди
За особисту мужність і героїзм, виявлені у захисті державного суверенітету та територіальної цілісності України, вірність військовій присязі під час російсько-української війни, відзначений — нагороджений
- орденом «За мужність» III ступеня (посмертно)